# 軍畑站
軍畑站（日语：／ Ikusabata eki */?）是一個位於日本東京都青梅市澤井一丁目，屬於東日本旅客鐵道（JR東日本）青梅線的鐵路車站。車站編號為JC 67。

## 車站構造
| 月台 | 路線   | 方向           | 目的地           |
| ---- | ------ | -------------- | ---------------- |
|      | 青梅線 | 下行           | 御嶽、奧多摩方向 |
| 上行 | 青梅線 | 青梅、立川方向 |                  |

側式月台1面1線的地面車站。

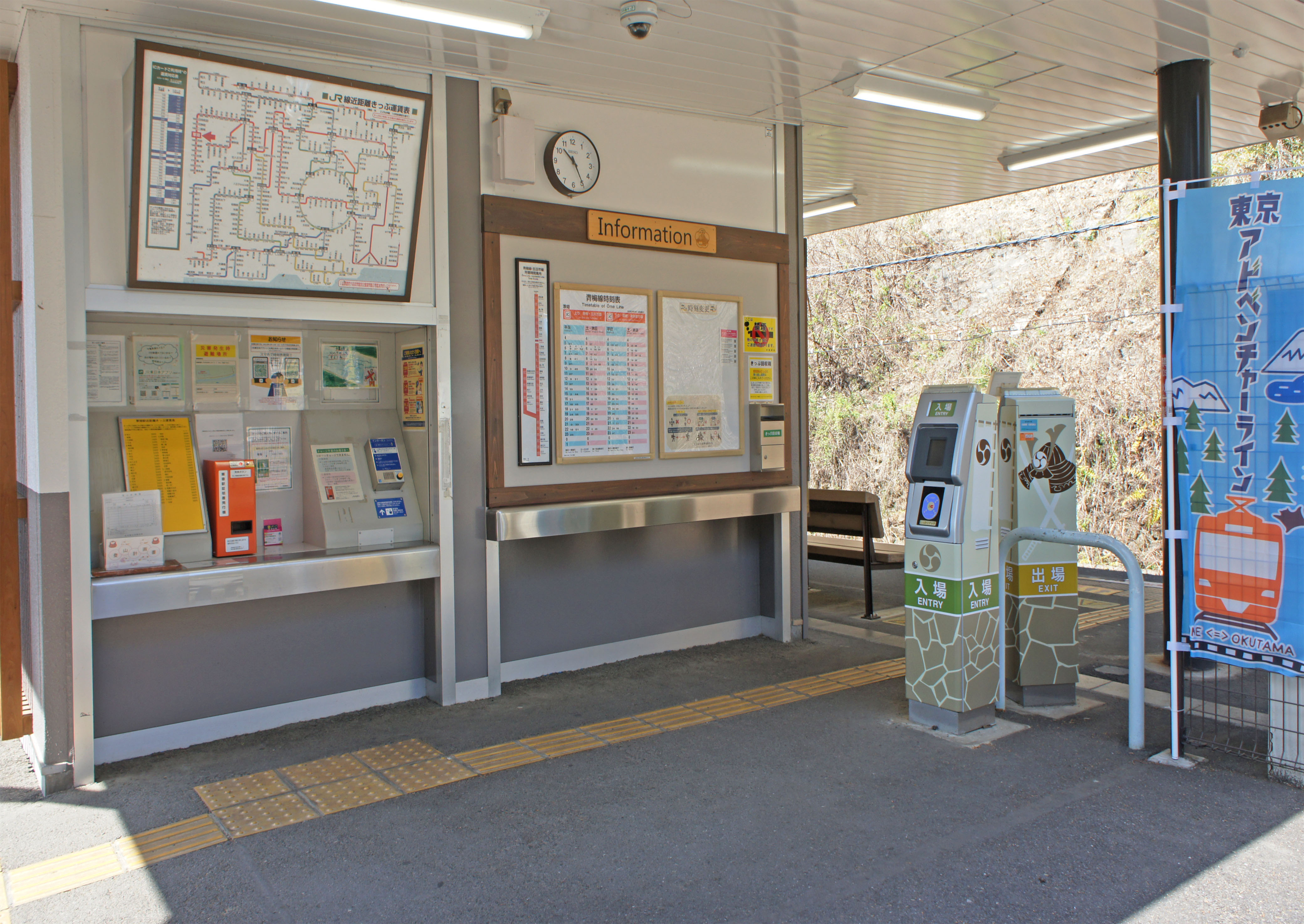
檢票口（2022年4月）
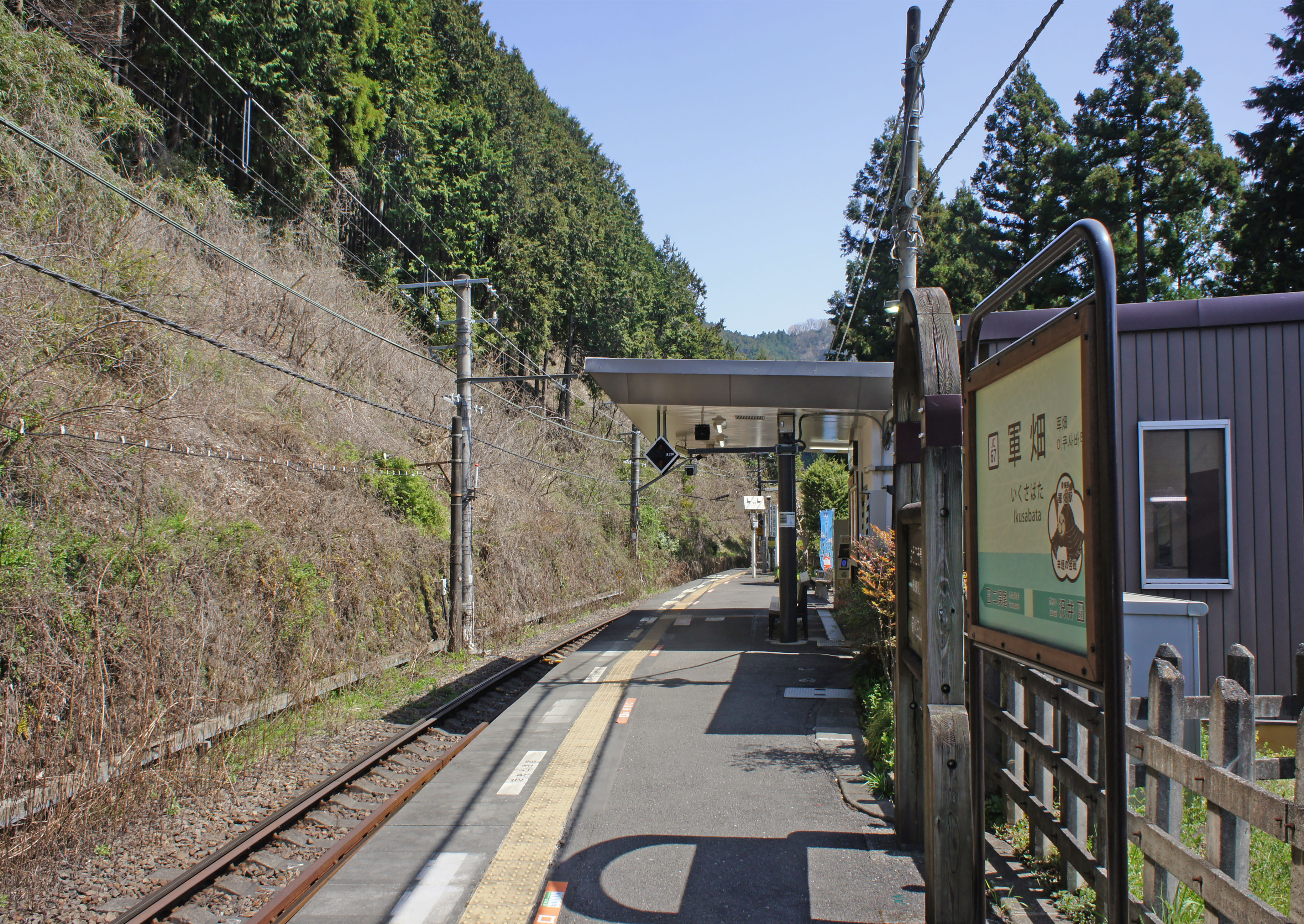
月台(2022年4月)

## 使用情況
2010年（平成26年）度的1日平均上車人次為238人。
近年的推移如下表。
| 年度               | 1日平均 上車人次 | 來源     |
| ------------------ | ---------------- | -------- |
| 1990年（平成02年） | 164              | [ * 1 ]  |
| 1991年（平成03年） | 213              | [ * 2 ]  |
| 1992年（平成04年） | 241              | [ * 3 ]  |
| 1993年（平成05年） | 249              | [ * 4 ]  |
| 1994年（平成06年） | 244              | [ * 5 ]  |
| 1995年（平成07年） | 279              | [ * 6 ]  |
| 1996年（平成08年） | 268              | [ * 7 ]  |
| 1997年（平成09年） | 261              | [ * 8 ]  |
| 1998年（平成10年） | 266              | [ * 9 ]  |
| 1999年（平成11年） | 249              | [ * 10 ] |
| 2000年（平成12年） | 249              | [ * 11 ] |
| 2001年（平成13年） | 238              | [ * 12 ] |
| 2002年（平成14年） | 233              | [ * 13 ] |
| 2003年（平成15年） | 249              | [ * 14 ] |
| 2004年（平成16年） | 256              | [ * 15 ] |
| 2005年（平成17年） | 244              | [ * 16 ] |
| 2006年（平成18年） | 258              | [ * 17 ] |
| 2007年（平成19年） | 243              | [ * 18 ] |
| 2008年（平成20年） | 249              | [ * 19 ] |
| 2009年（平成21年） | 255              | [ * 20 ] |
| 2010年（平成22年） | 238              | [ * 21 ] |

## 相鄰車站
東日本旅客鐵道（JR東日本）
 青梅線（東京探險線）
■特別快速「假日快速奧多摩」（只限週末假日）
通過
■快速（青梅線內各站停車）、■各站停車 
二俁尾（JC 66）－軍畑（JC 67）－澤井（JC 68）

### 使用情況
1. ↑  東京都統計年鑑 （页面存档备份，存于） - 東京都
2. ↑  青梅市の統計 （页面存档备份，存于） - 青梅市

JR東日本2000年度以後上車人次
東京都統計年鑑
1. ↑  .   [2020-07-12]. （原始内容存档于2016-03-05）.
2. ↑  .   [2020-07-12]. （原始内容存档于2016-03-05）.
3. ↑  .   [2020-07-12]. （原始内容存档于2013-08-15）.
4. ↑  .   [2020-07-12]. （原始内容存档于2013-02-03）.
5. ↑  .   [2020-07-12]. （原始内容存档于2013-02-03）.
6. ↑  .   [2020-07-12]. （原始内容存档于2013-02-03）.
7. ↑  .   [2020-07-12]. （原始内容存档于2013-02-03）.
8. ↑  .   [2020-07-12]. （原始内容存档于2016-03-04）.
9. ↑  東京都統計年鑑（平成10年）PDF
10. ↑  東京都統計年鑑（平成11年）PDF
11. ↑  .   [2020-07-12]. （原始内容存档于2016-03-04）.
12. ↑  .   [2020-07-12]. （原始内容存档于2016-03-04）.
13. ↑  .   [2020-07-12]. （原始内容存档于2017-07-29）.
14. ↑  .   [2020-07-12]. （原始内容存档于2017-07-29）.
15. ↑  .   [2020-07-12]. （原始内容存档于2017-07-29）.
16. ↑  .   [2020-07-12]. （原始内容存档于2017-07-29）.
17. ↑  .   [2020-07-12]. （原始内容存档于2017-07-29）.
18. ↑  .   [2020-07-12]. （原始内容存档于2017-07-29）.
19. ↑  .   [2020-07-12]. （原始内容存档于2017-07-29）.
20. ↑  .   [2020-07-12]. （原始内容存档于2016-03-26）.
21. ↑  .   [2020-07-12]. （原始内容存档于2016-03-27）.

## 外部連結
- 車站資訊（軍畑）：東日本旅客鐵道